# Resolució 462 del Consell de Seguretat de les Nacions Unides
La Resolució 462 del Consell de Seguretat de les Nacions Unides, fou aprovada el 9 de gener de 1980. Després de considerar un tema de l'ordre del dia del Consell i davant la manca d'unanimitat entre els seus membres permanents, el Consell va decidir convocar una reunió d'emergència de l'Assemblea General de les Nacions Unides per discutir la invasió soviètica de l'Afganistan.
Dos dies abans de l'aprovació de la Resolució 462, un projecte de resolució anterior havia estat vetat per la Unió Soviètica. Durant els debats del projecte de resolució, alguns membres del Consell van ressaltar la naturalesa greu de la situació i van justificar un debat de l'Assemblea General.
La resolució va ser adoptada per 12 vots contra dos (Alemanya Oriental, Unió Soviètica) amb una abstenció de Zàmbia.
Després de la resolució, es va produir la Sisena sessió especial d'emergència de l'Assemblea General de les Nacions Unides.